# Île aux Moules
L'île aux Moules est une île française de l'archipel des Kerguelen située dans le golfe du Morbihan au large de la presqu'île du Gauss.